# Comté de Washington (Vermont)
Pour les articles homonymes, voir Comté de Washington.

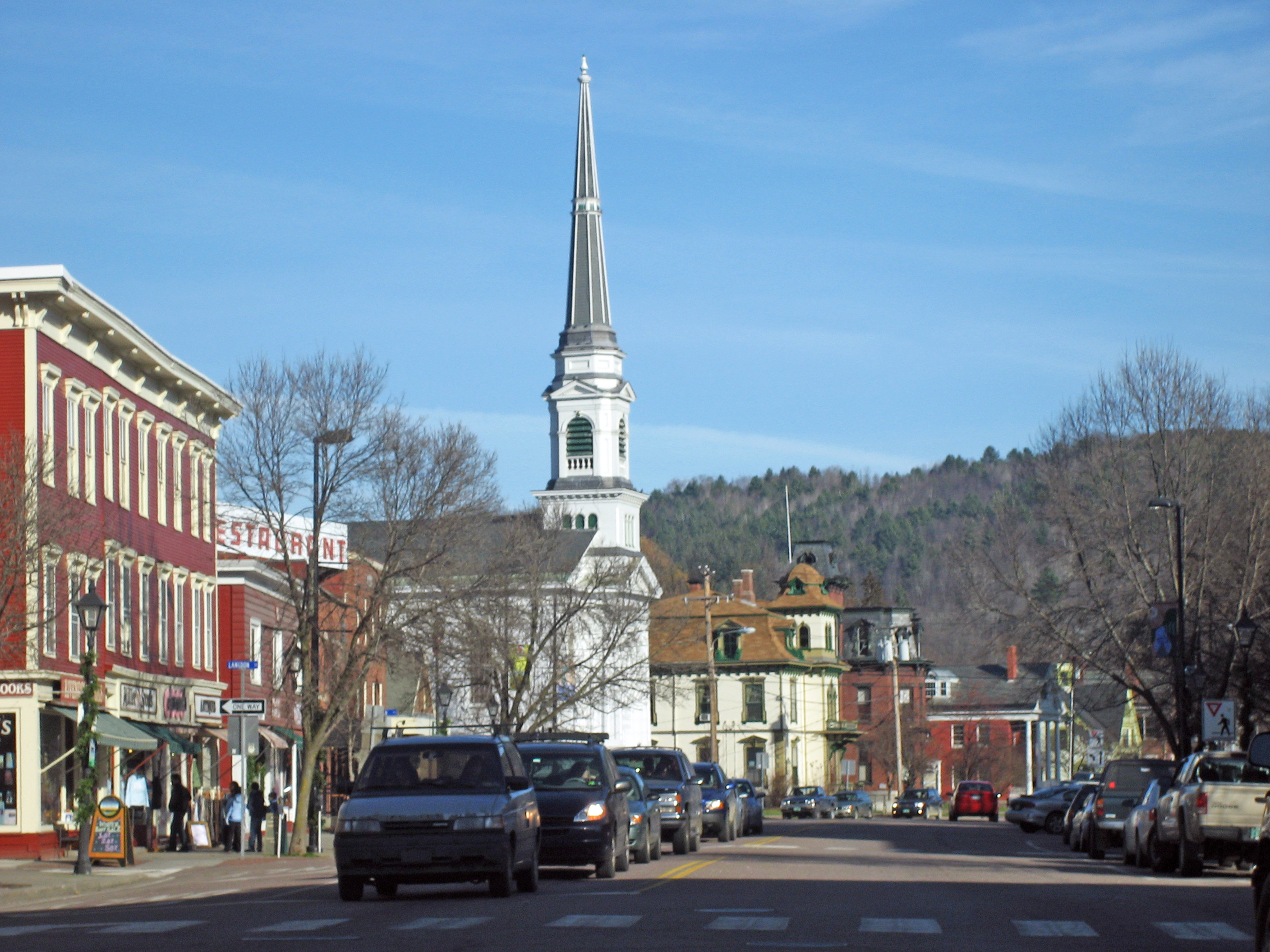
Montpelier, la ville siège du comté et la capitale du Vermont.

Le comté de Washington est situé dans le centre de l'État américain du Vermont. Sa ville siège du comté est à Montpelier, la capitale de l'État. Selon le recensement des États-Unis de 2020, sa population est de 59 807 habitants.

## Géographie
La superficie du comté est de 1 801 km2, dont 1 785 km2 en surfaces terrestres.
Le comté de Washington est l'un des deux seuls comtés du Vermont qui n'a pas de frontière avec un État américain voisin ou avec le Canada. Le relief du comté est vallonné et dans certains secteurs très montagneux. La partie principale du comté se situe entre les Montagnes vertes et est traversée par la rivière Winooski, et par plusieurs de ses branches importantes. Ses cours d'eau permettent une alimentation abondante en eau dans cette région montagneuse et plusieurs barrages hydro-électriques ont été aménagés.

## Aire naturelle protégée
Une partie de la Forêt nationale de Green Mountain est située dans le comté.

## Histoire du comté
L'actuel comté de Washington a été initialement créé en 1810 sous le nom du comté de Jefferson à partir de terres des comtés de Caledonia, de Chittenden et d'Orange. En 1814, le comté a été rebaptisé du nom de comté de Washington.

## Démographie
Selon le recensement de 2000 du Bureau du recensement des États-Unis, il y a 58 039 habitants dans le comté, 23 659 ménages et 15 047 familles. Sa densité de population est de 33 hab/km². 97,05 % de la population sont identifiés comme blancs, 0,47 % afro-américains, 0,3 % amérindiens, 0,57 % d'origine asiatique, 0,01 % originaire des îles du Pacifique, 0,26 % d'un autre groupe ethnique, 1,34 % de deux ou plus groupes ethniques. 1,26 % de la population est hispanique (notion qui ne préjuge d'aucun groupe ethnique). 16,7 % étaient d'origine anglaise, 12,2 % irlandaise, 12,1 % française, 9,1 % franco-canadienne, 8,7 % américaine, 7,3 % italienne, 6,4 % allemande et 5,2 % écossaise. 94,3 % avaient l'anglais, 2,7 % le français et 1,1 % l'espagnol pour langue maternelle.
Parmi les 23 659 foyers, 31 % comptaient un ou des enfants de moins de 18 ans, 50,6 % étaient des couples mariés vivant ensemble, 9,2 % avaient un chef de famille féminin sans mari et 36,4 % étaient des foyers non familiaux. 28,5 % des foyers étaient constitués d'un individu vivant seul et 10,2 % d'un individu seul de 65 ans ou plus. Le nombre moyen de personnes par foyer était de 2,36 et la famille moyenne comptait 2,91 membres.
De toute la population de la ville, 23,5 % avaient moins de 18 ans, 8,9 % avaient entre 18 et 24 ans, 28,7 % de 25 à 44 ans, 26 % de 45 à 64 ans et 12,9 % 65 ans et plus. L'âge moyen était de 38 ans. Pour environ 100 femmes il y avait 96,1 hommes. Pour 100 femmes de 18 ans et plus, il y avait 94,1 hommes.
Sources du graphique des recensements,,.

## Politique fédérale

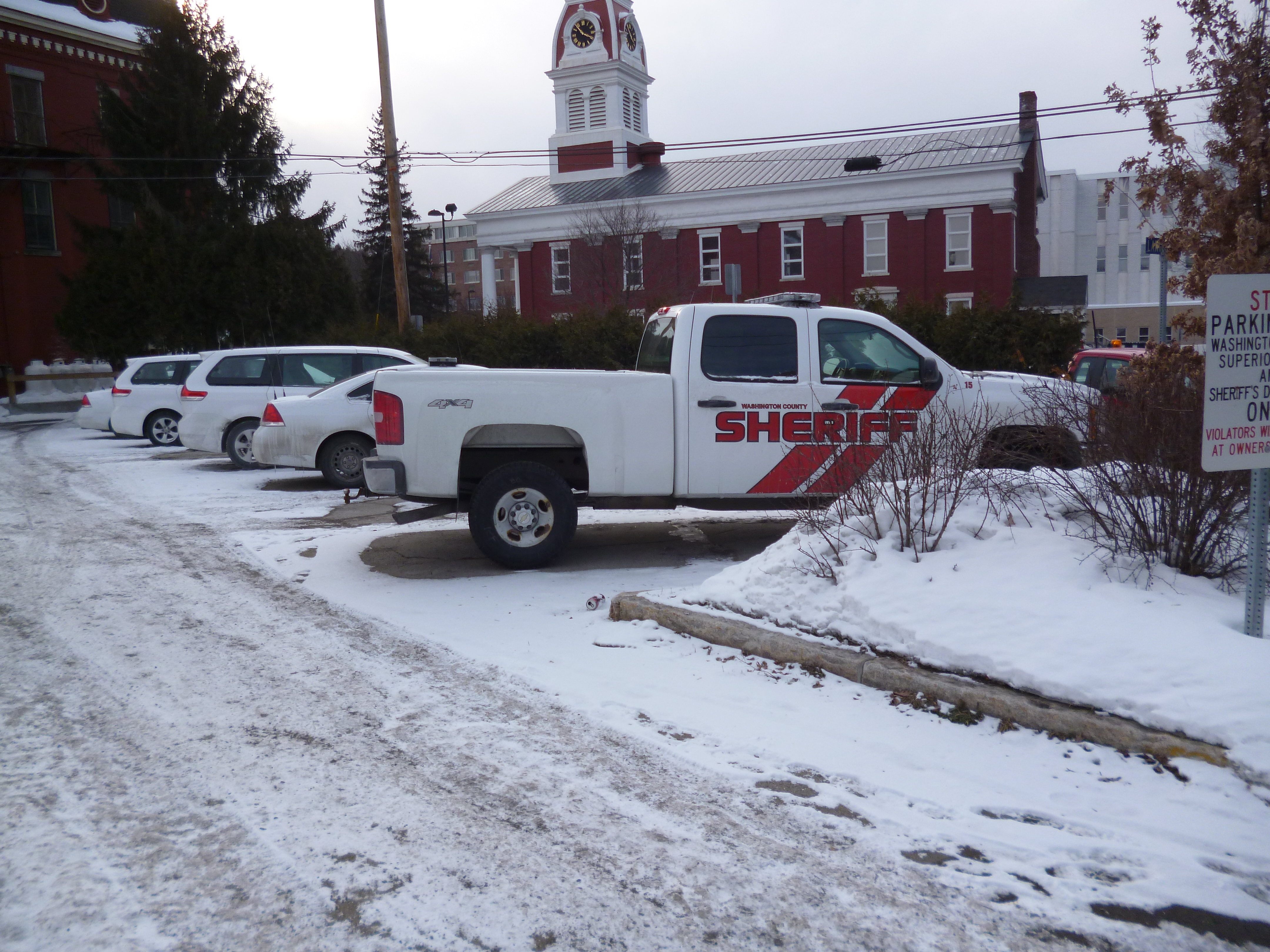
Voiture du shérif du comté à Montpelier.

| Année | Démocrate     | Républicain   |
| ----- | ------------- | ------------- |
| 2008  | 69,3 % 22 324 | 28,4 % 9 129  |
| 2004  | 61,0 % 19 177 | 36,4 % 11 461 |
| 2000  | 51,4 % 15 281 | 38,5 % 11 448 |

## Comtés adjacents
- Comté de Lamoille (nord)
- Comté de Caledonia (nord-est)
- Comté d'Orange (sud-est)
- Comté d'Addison (sud-ouest)
- Comté de Chittenden (nord-ouest)